# عبد المقصود حجو

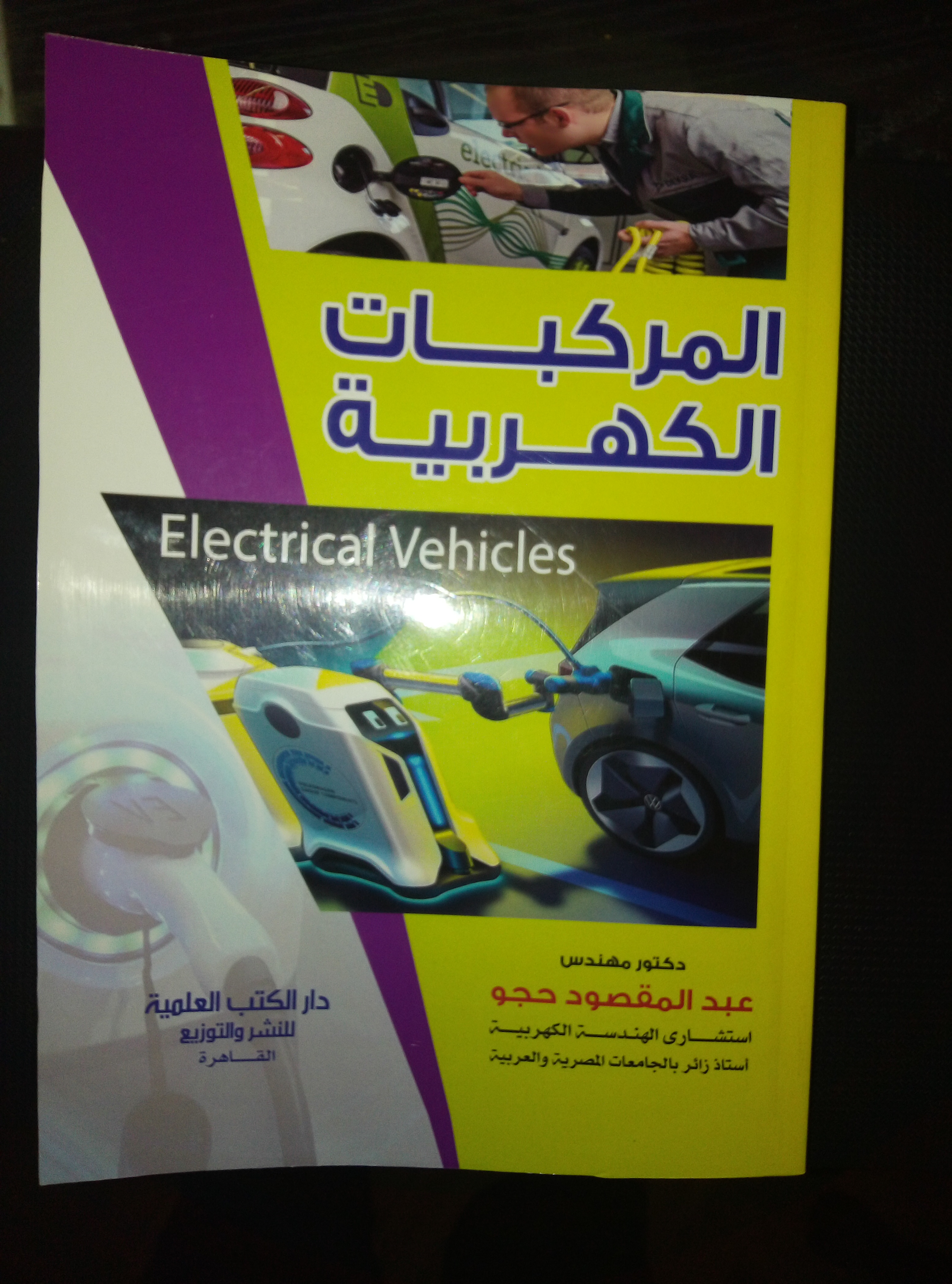

عبد المقصود حجو مهندس وأكاديمي مصري، ولد في إحدى قرى محافظة الشرقية عام 1946 م وتلقى تعليمه الابتدائي والإعدادي والثانوي بمدارس المحافظة. التحق بكلية الهندسة في جامعة القاهرة عام 1963 حيث حصل على بكالوريوس هندسة القوى والآلات الكهربية يوليو 1968 م – جامعة القاهرة. التحق بخدمة القوات المسلحة في أكتوبر عام 1968 م وخاض حرب الاستنزاف 1969 – 1970 وحرب أكتوبر 1973 م، تدرج في مختلف الوظائف الرئيسية للقوات المسلحة والقوات الجوية حتى رتبة اللواء ثم أكمل دراسته فحصل على درجة الماجستير في الهندسة الكهربية عام 1982 م من جامعة عين شمس وحصل على درجة دكتور الفلسفة في الهندسة الكهربية عام 1990 م من جامعة عين شمس أيضاً،
شارك عبد المقصود حجو بالتدريس في جامعات بنها والزقازيق وحلوان وكلية التعليم الصناعي بالقاهرة والمعهد التكنولوجي العالي بالعاشر من رمضان والأكاديمية العربية للعلوم والتكنولوجيا والنقل البحرى(القاهرة) في عدد من المواد والمساقات الأكاديمية وأصبح ضمن هيئة الاشراف على رسائل الماجستير في الهندسة الكهربائية في جامعة الازهر - كلية الهندسة. كما غدا أستاذاً زائراً بجامعة دمشق في كلية الهندسة الميكانيكبة والكهربائية.
لعبد المقصود حجو بحوث مبتكرة عملية عن تطوير وتحسين الأداء في القوات الجوية، وقد رأ س مركز التدريب المهنى للكهرباء والمواصلات (المركز المتخصص في الوظائف الفنية للكهرباء والمواصلات) بالقوات المسلحة، وشغل منصب وكيل الوزارة بالهيئة القومية للأنفاق- استشاري الهندسة الكهربية.

## أبحاثه
نشر عبد المقصود حجو عدة أبحاث باللغتين العربية والإنجليزية في مجال الكهرباء والطاقة كما نشر خمسة بحوث بيئية في المؤتمرات الدولية والمحلية، كما نشر سلسلة من المقالات في مجلتي المهندسين والكهرباء العربية والكهرباء والاتصالات. شارك في المؤتمرات المحلية والدولية في قضايا البحث العلمي والتطوير الهندسي وتعريب العلوم والبيئة.
ونشر العديد من المقالات العلمية والصحفية في المجلات والصحف واليومية.

## مؤلفاته
نشر عبد المقصود حجو الكنب الاتية:
- كتاب التلوث الكهرومغناطيسى - هو الأول من نوعه في العالم العربي (الهيئة المصرية العامة للكتاب-1998م).
- كتاب الطاقة المتجددة أمل المستقبل - (الهيئة المصرية العامة للكتاب-1999م)
- كتاب البحار كنوز القرن 21 - (الهيئة المصرية العامة للكتاب-2002م)
- كتاب البيئة والتلوث الكهرومغناطيسى - دار نهضة مصر 2002م
- كتاب النقل عصب الحضارة - الهيئة المصرية العامة للكتاب-2003م
- كتاب مترو الأنفاق ومشكلة النقل - الهيئة المصرية العامة للكتاب-2003م
- التطبقات الكهربية (الجزء الأول) - طبعة أولى..دار نشرالكتب العلمية 2005م
- التطبقات الكهربية (الجزء التانى) - طبعة أولى. دار نشرالكتب العلمية 2005م
- المياه العربية وصراع الشرق الأوسط - طبعة أولى دار نشرالكتب العلمية 2006
- التطبقات الكهربية (الجزء الأول) - طبعة ثانية دار نشرالكتب العلمية 2007م
- التطبقات الكهربية (الجزء التانى) - طبعة ثانية دار نشرالكتب العلمية 2007م
- الاطباق الطائرة حقيقة ام خيال - طبعة أولى دار نشرالكتب العلمية 2007م
- إلكترونيات القوى - دار نشر الكتب العلمية 2008م
- اوراق علمية- دار الرشاد للنشر والتوزيع 2008م
- نظم التحكم الإلى التناظرية الحديثة - دار نشر الكتب العلمية 2009م
- نظم التحكم الإلى الرقمية الحديثة 2010م
- الاحتباس الحرارى... الظاهرة والاثار 2014م
- الهندسة الكهربية في مترو الأنفاق والقطارات المكهربة 2014م
- المركبات الكهربية 2021م

## مناصبه
- عضو استشاري الهندسة الكهربية بنقابة المهندسين
- عضو جمعية المهندسين المصرية
- ممثل - جمهورية مصر العربية – في رابطة انهاء تسمم الطفولة من الرصاص _(واشنطون – الولايات المتحدة الأمريكية)
- حصل على ميدالية الخدمة الطويلة والقدوة الحسنة من رئيس الجمهورية
- حصل على نوط الواجب العسكري من رئيس الجمهورية
- حصل على ميدالية مقاتلي أكتوبر من رئيس الجمهورية
- حصل على درع الكلية الجوية
- حصل على شهادة تقدير من نقابة المهندسين
- حصل على شهادة تقدير من وزارة الري
- حصل على شهادة نقدير من نقابة المهندسين السورية
- حصل على جائزة لجنة اليونسكو الفرعية - مصر العربية 2002م
- حصل على جائزة الدولة التشجيعية – تبسيط العلوم –2002م (أكاديمية البحث العلمي
- والتكنولوجيا).
- حصل على شهادة تقدير من اتحاد المهندسين العرب-2005م
- حصل على شهادة تقدير من المركز التكنولوجى للبيئة والتنمية- جامعة حلوان - 2005م
- شهادة تقدير من وزارة الثقافة - 2006م-2009م
- درع وشهادة تقدير من كلية الهندسة جامعة القاهرة مارس 2019م
- درع وشهادة تقدير من الكلية الفنية العسكرية يونيو 2019م
- اكاديمية السلام بالمانيا –شخصية عام (2022 -2023)م
- شهادة شكر وتقدير من مؤتمر MEPCON كلية الهندسة –جامعة المنصورة –ديسمبر 2023م
- درع وشهادة شكر وتقدير من النقابةالعامة لمستشارى التحكيم الدولى والملكية الفكرية-(افضل شخصية مميزة لعام 2024م) – عام 2025م